# Ракитнік (село)
Ракитнік (словац. Rakytník, угор. Rakottyás) — село, громада в окрузі Рімавска Собота, Банськобистрицький край, Словаччина. Кадастрова площа громади — 8,37 км². Населення — 312 осіб (за оцінкою на 31 грудня 2017 р.).

## Історія
Перша згадка 1451 року як Rakathyas, але виникло в XIV столітті. Історичні назви: 1786-го Rakotyásch; 1920-го Rokytník; угор. Rykottyás.
1828 року село мало 15 будинків і 114 мешканців, які займалися сільським господарством. 1837 року — 155 мешканців, 1900-го — 307.
У 1964—1990 рр. входило до складу громади Узовська Паниця.
На початку XX століття село було відоме виробництвом виробів із соломи.

## Транспорт
Автошляхи:
- 16 (Cesty I. triedy) .
- 2759 (Cesty III. triedy).

## Населення
| Рік:            | 1994. | 2004.   | 2014.    | 2024.   |
| --------------- | ----- | ------- | -------- | ------- |
| Кількість осіб: | 256   | 260     | 323      | 342     |
| Різниця:        |       | +1,56 % | +24,23 % | +5,88 % |

| Рік:            | 2023. | 2024.   |
| --------------- | ----- | ------- |
| Кількість осіб: | 341   | 342     |
| Різниця:        |       | +0,29 % |